# Friedrich Georg Jünger
Friedrich Georg Jünger (Hannover, 1º settembre 1898 – Überlingen, 20 luglio 1977) è stato uno scrittore tedesco.
Il fratello minore di Ernst Jünger, si arruolò volontario per il servizio militare nel 1916 e fu gravemente ferito nella battaglia di Langemarck. Dopo la prima guerra mondiale  studiò giurisprudenza e cameralismo presso le università di Lipsia e Halle-Wittenberg. Tra le sue opere maggiori vanno ricordati due volumi dedicati alla mitologia greca: "Dèi greci. Apollo, Pan, Dioniso" (1943) (trad. it. "Apollo, Pan, Dioniso, Le Lettere, Firenze, 2023) e "I Titani (1944).

## Collegamenti esterni

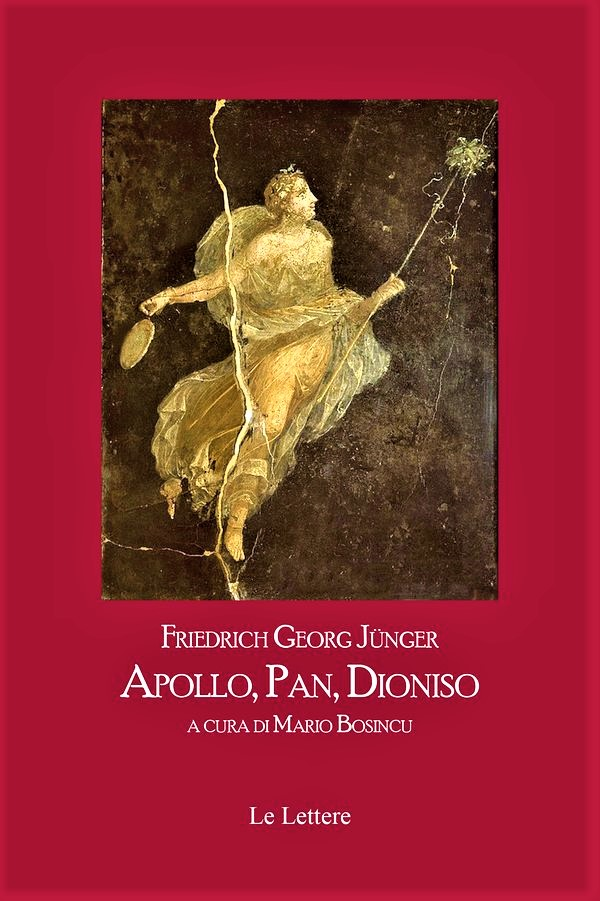
Germania, 1943: nel cuore del Terzo Reich Friedrich Georg Jünger pubblica uno studio su Apollo, Pan e Dioniso che eserciterà un’influenza decisiva sul fratello Ernst. «Da tempo mio fratello Friedrich Georg ed io», scriverà, infatti, Ernst Jünger nel 1982, «ci siamo occupati, sia soffrendone che essendone spettatori, del ritirarsi degli dèi e dell’avvento dei titani». Anticipando gli esiti delle ricerche di Hillman, Friedrich Georg Jünger mostra come l’uomo moderno sia un soggetto ‘mitopatico’ che soffre l’azione degli dèi e che ripete lo schema del loro agire. Ecco, allora, che «l’epoca della pianificazione razionale che vorrebbe abbracciare e racchiudere tutto» è ricondotta all’azione intrapsichica di Prometeo, il modello dell’homo faber nazista e della sua hybris tecnologica che viola e saccheggia la natura. Tracciando una fenomenologia di tre archetipi divini, Apollo, Pan e Dioniso, lo scrittore assume, quindi, un ruolo guida. Il suo compito è additare ai lettori la via della loro integrazione psichica al fine di liberarli dalla forma di soggettività fanatica, tecnolatrica, distruttiva e sofferente dominante nella Germania hitleriana – e nella nostra contemporaneità – e di dischiudere loro l’accesso a stili esistenziali alternativi. Si profila, così, l’ideale di un soggetto capace di contemplazione apollinea, pieno di timore reverenziale per la Madre Terra ed in grado di vibrare all’unisono con la Vita. Poiché «dionisiaco è il traboccare del calice e lo spezzarsi del vetro».